# Kentville
Kentville è una municipalità (town) del Canada, situata nella provincia di Nuova Scozia.

## Amministrazione

### Gemellaggi
Castel di Sangro, dal 2017